# Jerry West
Jerome Alan West (Cheylan, 28 de maio de 1938 — Los Angeles, 12 de junho de 2024) foi um jogador, treinador e executivo de basquetebol norte-americano. West ganhou notoriedade por ter servido de inspiração para o desenho do logotipo da NBA, o qual é baseado na imagem de uma jogada sua.

## Carreira
West teve destaque em sua carreira nas temporadas pelo Los Angeles Lakers da National Basketball Association (NBA). Sua alcunha é de "Mr. Clutch" pela sua habilidade de acertar arremessos difíceis com o tempo estourando. Jogando como ala-armador, West iniciou sua carreira na Universidade de West Virginia em 1959, antes de ir jogar durante 14 anos no Lakers. Foi também vice-capitão na conquista dos Estados Unidos da medalha de ouro nos Jogos Olímpicos de Verão de 1960.
A sua carreira na NBA foi um sucesso. Jogando de Armador e Ala Armador, West foi eleito 14 vezes para o NBA All-Star e ganhou o prêmio de NBA Finals Most Valuable Player Award (MVP das Finais) da competição em 1969, sendo o primeiro e único jogador da história da liga a conseguir tal feito sem ter sido campeão. É o segundo maior cestinha do Los Angeles Lakers, perdendo apenas para o Kobe Bryant e em 1980 entrou para o Basketball Hall of Fame. Em 1996 foi votado como um dos 50 grandes jogadores da história da NBA.
Após encerrar a sua carreira como jogador, West foi treinar o Los Angeles Lakers, onde ficou por três temporadas e na última foi eleito General Manager. Em 2002, foi para o Memphis Grizzlies como General Manager (GM) e ajudou a equipe a ponto de conseguir o prêmio de Executivo do Ano da NBA. West também foi membro do conselho executivo do Golden State Warriors de 2011 até 2017, ajudando a franquia a montar a dinastia que seria campeã da NBA em 2015 e 2017. Foi fundamental para a contratação do astro Kevin Durant para o time de Stephen Curry, Klay Thompson e Draymond Green. Foi de 2017 até sua morte, conselheiro dos Los Angeles Clippers.

## Morte
West morreu em 12 de junho de 2024, aos 86 anos.

## Estatísticas na NBA
| † | Campeão da temporada da NBA |
|   | Líder da liga               |

### Temporada regular
| Ano      | Equipe   | PJ  | PT | MPJ  | AP   | 3P | LL   | RT  | AS  | BR  | TO  | PPJ  |
| -------- | -------- | --- | -- | ---- | ---- | -- | ---- | --- | --- | --- | --- | ---- |
| 1960-61  | Lakers   | 79  | –  | 35.4 | .419 | –  | .666 | 7.7 | 4.2 | –   | –   | 17.6 |
| 1961-62  | Lakers   | 75  | –  | 41.2 | .445 | –  | .769 | 7.9 | 5.4 | –   | –   | 30.8 |
| 1962-63  | Lakers   | 55  | –  | 39.3 | .461 | –  | .778 | 7.0 | 5.6 | –   | –   | 27.1 |
| 1963-64  | Lakers   | 72  | –  | 40.4 | .484 | –  | .832 | 6.0 | 5.6 | –   | –   | 28.7 |
| 1964-65  | Lakers   | 74  | –  | 41.4 | .497 | –  | .821 | 6.0 | 4.9 | –   | –   | 31.0 |
| 1965-66  | Lakers   | 79  | –  | 40.7 | .473 | –  | .860 | 7.1 | 6.1 | –   | –   | 31.3 |
| 1966-67  | Lakers   | 66  | –  | 40.5 | .464 | –  | .878 | 5.9 | 6.8 | –   | –   | 28.7 |
| 1967-68  | Lakers   | 51  | –  | 37.6 | .514 | –  | .811 | 5.8 | 6.1 | –   | –   | 26.3 |
| 1968-69  | Lakers   | 61  | –  | 39.2 | .471 | –  | .821 | 4.3 | 6.9 | –   | –   | 25.9 |
| 1969-70  | Lakers   | 74  | –  | 42.0 | .497 | –  | .824 | 4.6 | 7.5 | –   | –   | 31.2 |
| 1970-71  | Lakers   | 69  | –  | 41.2 | .494 | –  | .832 | 4.6 | 9.5 | –   | –   | 26.9 |
| 1971-72  | Lakers † | 77  | –  | 38.6 | .477 | –  | .814 | 4.2 | 9.7 | –   | –   | 25.8 |
| 1972-73  | Lakers   | 69  | –  | 35.7 | .479 | –  | .805 | 4.2 | 8.8 | –   | –   | 22.8 |
| 1973-74  | Lakers   | 31  | –  | 31.2 | .447 | –  | .833 | 3.7 | 6.6 | 2.6 | 0.7 | 20.3 |
| Carreira | Carreira | 932 | –  | 39.2 | .474 | –  | .814 | 5.8 | 6.7 | 2.6 | 0.7 | 27.0 |
| All-Star | All-Star | 12  | 11 | 28.4 | .453 | –  | .720 | 3.9 | 4.6 | –   | –   | 13.3 |

### Playoffs
|  | MVP das finais |

| Ano      | Equipe   | PJ  | PT | MPJ  | AP   | 3P | LL   | RT  | AS  | BR  | TO  | PPJ  |
| -------- | -------- | --- | -- | ---- | ---- | -- | ---- | --- | --- | --- | --- | ---- |
| 1961     | Lakers   | 12  | –  | 38.4 | .490 | –  | .726 | 8.7 | 5.3 | –   | –   | 22.9 |
| 1962     | Lakers   | 13  | –  | 42.8 | .465 | –  | .807 | 6.8 | 4.4 | –   | –   | 31.5 |
| 1963     | Lakers   | 13  | –  | 41.4 | .503 | –  | .740 | 8.2 | 4.7 | –   | –   | 27.8 |
| 1964     | Lakers   | 5   | –  | 41.2 | .496 | –  | .792 | 7.2 | 3.4 | –   | –   | 31.2 |
| 1965     | Lakers   | 11  | –  | 42.7 | .442 | –  | .890 | 5.7 | 5.3 | –   | –   | 40.6 |
| 1966     | Lakers   | 14  | –  | 44.2 | .518 | –  | .872 | 6.3 | 5.6 | –   | –   | 34.2 |
| 1967     | Lakers   | 1   | –  | 1.0  | –    | –  | –    | 1.0 | 0.0 | –   | –   | 0.0  |
| 1968     | Lakers   | 15  | –  | 41.5 | .527 | –  | .781 | 5.4 | 5.5 | –   | –   | 30.8 |
| 1969     | Lakers   | 18  | –  | 42.1 | .463 | –  | .804 | 3.9 | 7.5 | –   | –   | 30.9 |
| 1970     | Lakers   | 18  | –  | 46.1 | .469 | –  | .802 | 3.7 | 8.4 | –   | –   | 31.2 |
| 1972     | Lakers†  | 15  | –  | 40.5 | .376 | –  | .830 | 4.9 | 8.9 | –   | –   | 22.9 |
| 1973     | Lakers   | 17  | –  | 37.5 | .449 | –  | .780 | 4.5 | 7.8 | –   | –   | 23.6 |
| 1974     | Lakers   | 1   | –  | 14.0 | .222 | –  | –    | 2.0 | 1.0 | 0.0 | 0.0 | 4.0  |
| Carreira | Carreira | 153 | –  | 41.3 | .469 | –  | .805 | 5.6 | 6.3 | 0.0 | 0.0 | 29.1 |

## Prêmios e homenagens

### Como jogador
- National Basketball Association:
  - Campeão da NBA: 1972
    - NBA Finals Most Valuable Player (MVP das Finais): 1969

  - NBA Scoring Champion: 1970
  - NBA Assists Leader: 1972
  - 14x NBA All-Star Game: 1961, 1962, 1963, 1964, 1965, 1966, 1967, 1968, 1969, 1970, 1971, 1972, 1973 e 1974
    - NBA All-Star Game MVP: 1972

  - 12x All-NBA Team:
    - Primeiro time: 1962, 1963, 1964, 1965, 1966, 1967, 1970, 1971, 1972 e 1973
    - Segundo time: 1968 e 1969

  - 5x NBA All-Defensive Team:
    - Primeiro time: 1970, 1971, 1972 e 1973
    - Segundo time: 1969

  - Um dos 50 grandes jogadores da história da NBA
  - Um dos 75 maiores jogadores da história da NBA
- Seleção dos Estados Unidos:
  - Jogos Olímpicos:
    - Medalha de ouro: 1960

  - Jogos Pan-Americanos:
    - Medalha de ouro: 1959

### Como dirigente
- National Basketball Association:
  - 8x Campeão da NBA: 1980, 1982, 1985, 1987, 1988, 2000, 2015 e 2017
- NBA Executive of the Year Award: 1995 e 2004